# Courtney Hodges
Courtney Hicks Hodges (5. januar 1887 – 16. januar 1966) var en general fra den amerikanske hær, der bedst kendes for sin rolle i 2. verdenskrig, hvor han kommanderede den amerikanske 1. hær i Europa.